# 米田東吾
米田 東吾（よねだ とうご、1915年5月7日 - 1996年11月22日）は、日本の政治家。日本社会党衆議院議員（6期）。

## 経歴
新潟県中蒲原郡小須戸町（現・新潟市秋葉区）生まれ。高等小学校卒。1943年、小須戸郵便局で勤務した。その後、全逓新潟地本書記長、同信越地本委員長を歴任した。1967年の第31回衆議院議員総選挙で旧新潟1区から日本社会党公認で立候補して初当選。以来連続6回当選する。国会内では災害対策特別委員長を務めた。1983年の第37回衆議院議員総選挙には出馬せず、政界を引退した（後継者は関山信之）。1987年、勲二等旭日重光章受章。1996年死去。

## 北朝鮮との関わり
1976年7月に、日朝友好漁業代表団の一員として訪朝している。